# Els Plans (Navès)
Els Plans és un pla del poble de Pegueroles al municipi de Navès Solsonès. És destinat bàsicament a camps de cultiu i està situat al nord-est del nucli de Vilandeny.